# Distretto di Balıkesir
Il distretto di Balıkesir costituiva, fino al 2012, il distretto centrale della provincia di Balıkesir, in Turchia. Nel 2012, con l'istituzione del comune metropolitano di Balıkesir, è stato diviso nei nuovi distretti di Altıeylül e di Karesi.

## Geografia fisica
Il distretto confinava con i distretti di (da nord in senso orario) Manyas, Susurluk, Kepsut, Bigadiç, Sındırgı, Kırkağaç, Savaştepe, Ivrindi e Balya.

## Amministrazioni
Al distretto, oltre al centro capoluogo, appartenevano 3 comuni e 120 villaggi.

### Comuni
- Balıkesir (centro)
- Kocaavşar
- Pamukçu
- Şamlı

### Villaggi
| - Akarsu - Akçakaya - Akçaköy - Aktarma - Alacabayır - Aliağa - Armutalan - Aslıhan - Aslıhantepeciği - Ataköy - Atköy - Aynaoğlu - Ayşebacı - Ayvacık - Ayvatlar - Bağalan - Bahçedere - Bakacak - Balıklı - Bayat - Bereketli - Beşpınar - Beyköy - Boğatepe - Boğazköy - Bozen - Büyükbostancı - Büyükpınar - Çakıllık - Çamköy - Çanacık - Çandır - Çayırhisar - Çaypınar - Çiçekpınar - Çiftçidere - Çiftlikköy - Çınarlıdere - Çinge - Çukurhüseyin | - Dallımandıra - Davutlar - Dedeburnu - Deliklitaş - Dereçiftlik - Dereköy - Dişbudak - Düzoba - Ertuğrul - Fethiye - Gökçeören - Gökköy - Halalca - Halkapınar - Hisaralan - İbirler - İnkaya - Kabakdere - Kabaklı - Kalaycılar - Karabeyler - Karacaören - Karakavak - Karakaya - Karakolköy - Karaman - Karamanlar - Kavaklı - Kılcılar - Kirazköy - Kirazpınar - Kırmızılar - Konakpınar - Köseler - Köteyli - Köylüköyü - Kozderegüvem - Kozören - Küçükbostancı - Küpeler | - Kürse - Kurtdere - Kuşkaya - Kutludüğün - Kuyualan - Macarlar - Meryemdere - Naipli - Orhanlı - Ortaca - Ortamandıra - Ovabayındır - Ovacık - Ovaköy - Paşaköy - Sarıalan - Selimiye - Sıvatpınar - Taşkesiği - Taşköy - Taşpınar - Tatlıpınar - Tayyipler - Toybelen - Türkali - Turnalar - Turplu - Üçpınar - Yağcılar - Yakupköy - Yaylabayır - Yaylacık - Yenice - Yeniiskender - Yeniköy - Yeroluk - Yeşiller - Yeşilova - Yeşilyurt - Ziyaretli |